# Infinito (filosofia)

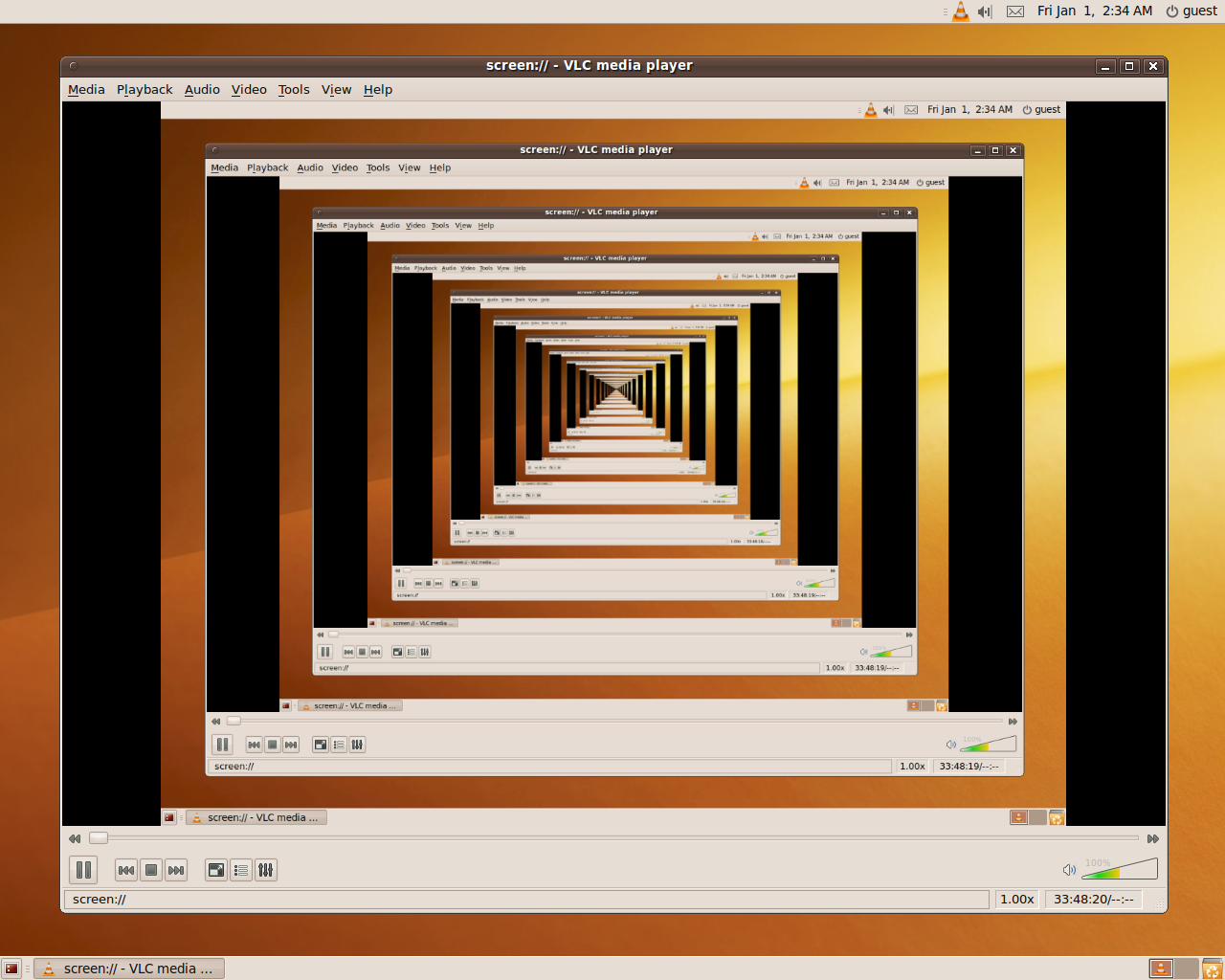
Screenshot ricorsivi al computer

L'infinito (dal latino finitus, cioè "limitato" con prefisso negativo in-) in filosofia è la qualità di ciò che non ha limiti o che non può avere una conclusione perché appunto infinito, senza-fine. Nella concezione cristiana il concetto, coniato nell'ambito del pensiero greco, trova la sua coincidenza con Dio stesso quale essere infinito.

## Presocratici
Il concetto di infinito ha maturato il suo ruolo e la sua ricchezza di sensi molto lentamente nel corso della storia della filosofia occidentale. L'Infinito non fu infatti fin dall'inizio l'oggetto specifico del dibattito, ma dopo l'accenno oscuro di Anassimandro, il termine scivolò grammaticalmente dal ruolo di soggetto a quello di predicato, diventando una qualità (negativa) atta a determinare ciò che dell'Essere non si può dire (e pensare).
Questo significato negativo apparteneva all'inizio ai Pitagorici per i quali solo ciò che è finito è perfetto in quanto compiuto, nel senso che non ha bisogno di nulla per la sua completezza; diversamente per l'infinito, che poiché non ha fine non sarà mai terminato, compiuto nella sua realtà. Ciò spiega perché per loro i numeri dispari erano considerati perfetti in quanto rappresentati geometricamente erano figure chiuse, compiute: non così i numeri pari che erano imperfetti perché geometricamente sempre aperti, non finiti.
Questo è il valore che all'aggettivo viene attribuito da Parmenide di Elea (Sulla natura - circa 515 a.C.). Con Zenone di Elea la tradizione si arricchisce di quella dimensione logico-linguistica che è uno degli aspetti più caratteristici del pensiero greco, poiché il discepolo di Parmenide è ritenuto, con i suoi Paradossi, il primo ideatore del metodo dialettico. Diversa invece la posizione di Melisso di Samo (Sulla natura - metà del V sec.), che riporta il baricentro del dibattito sulla possibilità dell'Infinito di rappresentare una qualità positiva dell'Essere, anzi: la sua determinazione costitutiva, accanto a quella dell'eternità. Sulla scia di Melisso si apre nel dibattito una "terza via", accanto a quella metafisica e logico-linguistica: la via naturalistica. I suoi rappresentanti furono Anassagora (Sulla natura, dopo il 460 a.C.) e Democrito (Testimonianze e frammenti, circa 400 a.C.). Con l'interpretazione dei due pensatori, il concetto di infinito entra a pieno titolo nell'ambito della realtà fisica, nel primo come qualità relativa dell'essere, nel secondo come superamento del paradigma arcaico del cosmo come luogo finito e circoscritto. Entrambe le concezioni non ebbero un seguito immediato, ma erano destinate, soprattutto quella di Democrito, a riemergere nel pensiero moderno.

## Periodo classico
Malgrado la loro importanza nella storiografia filosofica, Platone (Filebo, dopo il 360 a.C.) e Aristotele (Fisica, IV secolo a.C.) non lasciarono un segno particolare nella tradizione riguardo all'infinito; essi appaiono, in questa come in altre problematiche, piuttosto conservatori e aderenti alla tradizione culturale profonda della loro civiltà.

## Cina
Verso il 220 a.C. in Cina apparve la teoria di Xuan-ye, che definiva il cielo senza forma e senza limiti, raggiungendo dunque il concetto di infinito astronomico.

## Neoplatonismo e periodo ellenistico
Da Plotino (Enneadi, 253 d.C.), invece, il pensiero greco si apre agli influssi provenienti da regioni culturali fino ad allora inusitate: le culture indiana e mediorientali e la tradizione ebraica costituiscono per il filosofo di origine egiziana uno stimolo non tanto a difendere ad ogni costo il modello culturale classico platonico e aristotelico, quanto a tentare di razionalizzare gli aspetti più influenti di quelle culture entro gli schemi linguistici dei due grandi maestri. Uno degli effetti di questa operazione è l'inclusione del concetto di infinito negli schemi della metafisica di carattere religioso allora in voga nelle comunità intellettuali alessandrina e siriana: diventando proprietà del principio divino, il concetto di infinito si carica di connotazioni filosofico-trascendenti che allargheranno il dibattito successivo verso esiti del tutto divergenti rispetto alla sua forma iniziale. Ciò si può misurare fin dal XII secolo, con l'anonimo Liber XXIV philosophorum e la famosa definizione di Dio come "sfera infinita" in esso contenuta. Con questo viraggio semantico operato dalla cultura tardo-ellenistica di tradizione neoplatonica, il problema diventa non più quello di conciliare l'idea di infinito coi limiti di un universo finito qual era quello classico e tolemaico, ma di superare il modello argomentativo logico aristotelico con l'uso esplicativo della metafora come veicolo per giustificare i principi della fede con gli strumenti della razionalità umana.

## Medioevo
La svolta della modernità filosofica appare, attraverso il pensiero di Nicola Cusano (De docta ignorantia, 1440), come la ricerca di una conciliazione tra finito e infinito, tra uomo e Dio: la teoria della coincidentia oppositorum consiste infatti nella trasformazione dell'infinito in una dimensione assoluta che fa da sfondo all'indeterminata possibilità dell'uomo di accrescere la sua conoscenza. L'uomo non raggiungerà mai la comprensione dell'assoluto, ma la sua dignità (e in questo valore si rifletterà tutta la cultura rinascimentale) consiste proprio nel potenzialmente infinito progredire dello spirito. Sulla stessa lunghezza d'onda si muove Giordano Bruno; ma la novità del filosofo italiano consiste nel radicalizzare in senso naturalistico-panteista gli sviluppi metafisici e matematici del concetto di infinito. Nei suoi celebri dialoghi cosmologici, Bruno elabora una concezione dell'infinito come Universo che può essere considerata - in parallelo alla nascita della teoria copernicana - "l'atto di nascita" dell'astronomia moderna.

## Periodo moderno e oltre
(Jorge Luis Borges)
(Albert Einstein)

Scrittura geometrica del simbolo dell'infinito

Il concetto di infinito non sparisce dall'orizzonte della filosofia occidentale con la fine del Rinascimento, ma penetra attraverso il pensiero di Spinoza nella sfera culturale della rivoluzione scientifica, per connotare in senso metafisico l'idea stessa di razionalità tipica di quel periodo. Spinoza appare dunque come il pensatore attraverso la cui opera (Etica, 1677 op. postuma), l'idea di infinitezza come attributo immanente della ragione, come possibilità indeterminata della ragione di autogenerarsi autonomamente a partire da leggi eterne sue proprie, entra definitivamente nel mondo moderno. Il fenomeno stesso dello "Spinozismo", cioè la storia degli effetti che la sua opera ebbe nella cultura tedesca tra '700 e '800, è una delle matrici del grande dibattito sull'assoluto che si sviluppò nel cuore dell'Idealismo tedesco. Ed è proprio attraverso Spinoza che la discussione sull'Infinito viene a coincidere, per un tratto importante del suo sviluppo, con la discussione sull'assoluto.
Si affianca a questo la riflessione di Auguste Blanqui ne L'Eternité par les astres, attualmente ritrovabile in Borges.